# Manja Kowalski
Manja Kowalski (ur. 25 stycznia 1976) – niemiecka wioślarka. Złota medalistka olimpijska z Sydney.
Igrzyska w 2000 były jej jedyną olimpiadą. Triumfowała w czwórce podwójnej, a w osadzie płynęły także Meike Evers, Manuela Lutze i jej siostra bliźniaczka Kerstin. Zdobyła tytuł mistrzyni świata (2001 - czwórka podwójna).